# Raben im Herz
«Raben im Herz» — сьомий студійний альбом німецького симфонічного фольк-метал-гурту Coronatus. Реліз відбувся 4 грудня 2015 через лейбл Massacre Records.

## Список композицій
| #  | Назва                     | Тривалість |
| -- | ------------------------- | ---------- |
| 1. | «Lady of the Wall»        | 04:42      |
| 2. | «König der Nebel»         | 06:03      |
| 3. | «Raben im Herz»           | 06:21      |
| 4. | «Carpe Noctem»            | 04:46      |
| 5. | «Hoffnung stirbt niemals» | 06:52      |
| 6. | «Seelenfeuer»             | 04:15      |
| 7. | «Anderswelt»              | 06:14      |
| 8. | «Cànan nan Gàidheal»      | 05:09      |
| 9. | «Frozen Swan»             | 07:30      |

## Учасники запису
- Кармен Р. Лорч — вокал
- Енні Малаес — вокал
- Мат Курт — барабани
- Олівер Ді. — гітари